# Municipio de Concordia (Estados Unidos)
El municipio de Concordia (en inglés: Concordia Township) es un municipio ubicado en el condado de Des Moines en el estado estadounidense de Iowa. En el año 2010 tenía una población de 714 habitantes y una densidad poblacional de 30,21 personas por km².

## Geografía
El municipio de Concordia se encuentra ubicado en las coordenadas 40°44′13″N 91°7′38″O / 40.73694, -91.12722. Según la Oficina del Censo de los Estados Unidos, el municipio tiene una superficie total de 23.64 km², de la cual 19,67 km² corresponden a tierra firme y (16,8 %) 3,97 km² es agua.

## Demografía
Según el censo de 2010, había 714 personas residiendo en el municipio de Concordia. La densidad de población era de 30,21 hab./km². De los 714 habitantes, el municipio de Concordia estaba compuesto por el 95,1 % blancos, el 1,54 % eran afroamericanos, el 0,14 % eran amerindios, el 0,42 % eran asiáticos, el 0,7 % eran de otras razas y el 2,1 % eran de una mezcla de razas. Del total de la población el 2,66 % eran hispanos o latinos de cualquier raza.